# Szonatina (Bartók)
| Szonatina Probléma esetén lásd:Médiafájlok kezelése. |

Bartók Béla Szonatinája 1915-ben keletkezett, és az erdélyi gyűjtések anyagát használja fel (Sz. 55, BB 69).
A román esztendő leginkább pódiumra illő formálása ez a darab, melyben 5 román hangszeres paraszttáncot dolgoz fel Bartók. A mű viszonylagos rövidsége (az egész, három tétel ellenére mindössze kb. 4 perc) miatt kapta a kicsinyító nevet.
Első tétele a magyar rapszódiák „Lassú–Friss” szerkezetének mintájára épült, de mivel az első rész témája a második végén visszatér, ezért inkább egy ABA háromtagú formáról beszélhetünk. Egy Hunyad megyei ardeleana és egy bihari táncdallam került egymás mellé a darab első és második szakaszában: a kettő motivikus rokonsága bizonyára nem kerülte el az alkotó figyelmét.
A Medvetánc című második tétel Máramaros megyében gyűjtött jocul ursului ritmikusan ékesített dallamát dolgozza fel kéttagú, rövid formában.
A finálé a Maros-Torda megyéből származó, maruntel nevű török tánc, valamint a Torontál megyében hallott babaleuca dallamokra épült. A kéttagú formát nagyszabású kóda zárja le.
A Szonatinát Bartók 1931-ben meghangszerelte, ebből lett a Erdélyi táncok. Kevéssel ez előtt keletkezett Gertler Endre hegedű-zongora átirata is.
- Tételek:

1. Dudások. Molto moderato
2. Medvetánc. Moderato
3. Finale. Allegro vivace

## Autográf anyagok
- Fogalmazvány, egy kézirat-együttes (Bartók Péter gyűjteménye: 36–37–38PS1) 9–12. és 19. oldalán. (A Rózsavölgyi 3919 elsőkiadás, 1918, metszőpéldánya lappang.)
- A Rv elsőkiadás javított korrektúralevonata (Bartók Archívum, Budapest 1994)
- A Rv elsőkiadás revideált példánya, a javított Rv kiadás támpéldánya (ifj. Bartók Béla magángyűjteménye)